# Sisymbrium vaseyi
Sisymbrium vaseyi là một loài thực vật có hoa trong họ Cải. Loài này được (J.M. Coult.) Payson miêu tả khoa học đầu tiên năm 1922.